# Феофилакт (экзарх Равенны)
Феофилакт — экзарх Равенны с 702 по 710 год (в некоторых исторических источниках упоминается 709 год) при византийских императорах Тиверии III и Юстиниане II. При нём Равенна была разграблена имперскими войсками, и экзархат начал терять позиции.
Феофилакт помимо основного титула «exarch» (наместник византийского императора), имел титул «excellentissimus» (самый превосходный), и, кроме того, был кубикуларием. Постоянной резиденцией экзарха Феофилакта был дворец Теодориха Великого в Равенне. Также он чеканил монету на монетном дворе, в месте именуемом «Zecca», недалеко от церкви Святого Аполлинария. Последний год управления экзарха Феофилакта пришёлся на Равеннское восстание, направленное против Юстиниана II.